# Jang Woo-jin
Jang Woo-jin, född 10 september 1995 är en sydkoreansk bordtennisspelare. Han vann guld i singel och silver i dubbel vid juniorvärldsmästerskapet 2013. Tillsammans med det sydkoreanska laget tog han brons vid världsmästerskapen i bordtennis 2016 och 2018. I par med Lim Jong-hoon vann han silver i dubbel världsmästerskapen i bordtennis 2021.